# Обід

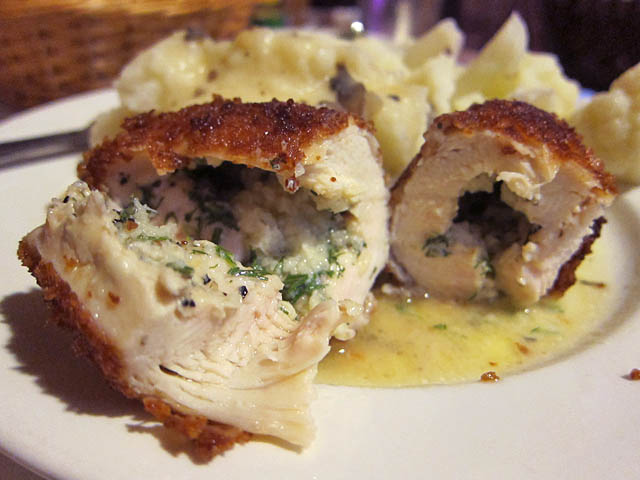
Котлети по-київськи

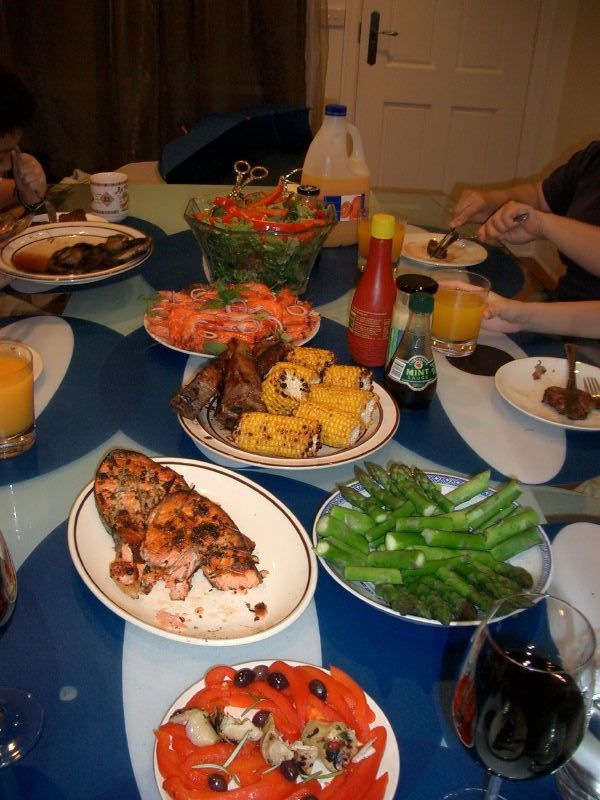
Ситний обід

Обі́д — другий або третій прийом їжі в день (зазвичай після першого або другого сніданку). На обід подається гаряча їжа. В більшості країн час обіду припадає на період від полудня до 14-ї години, але цей час може коливатись й інколи обід може відбуватись і ввечері, замінюючи собою вечерю.
В готелях обід є частиною повного пансіону.

## Меню та послідовність страв
Обід – це найголовніша їжа дня. Він має бути найпоживнішим. А поєднання білків і вуглеводів допоможе не з’їсти ввечері щось незаплановане. Дієтолог Ірина Каїрова рекомендує додати до свого щоденного меню й перші страви. Але варто враховувати, що вони не відрізняються особливістю якось по-іншому впливати на метаболічні процеси або ж структуру нашого тіла. А ось м’ясо птиці, яловичина, свинина і телятина стануть якісними джерелами білка в обід.
В меню обіду входять 2, 3 чи 4 страви. Найповноціннішим і найрізноманітнішим є раціон, в якому обід складається з чотирьох страв: закуски, супу, другого і солодкого. Послідовність подачі їх не випадкова, вона встановилась здавна.
Спочатку до столу подають закуски — невеликі за об'ємом страви гострого і солонуватого смаку. Вони збуджують апетит, що благотворно діє на травлення і сприяє засвоєнню наступних страв та власне обіду. Збуджують апетит і супи.
Другі страви добре насичують. Зазвичай вони калорійні та різноманітні щодо набору продуктів, а отже і за вмістом поживних речовин.
Завершують обід солодкі страви. Вони забезпечують організм необхідними цукрами, відзначаються приємним смаком та ароматом.
Якщо обід складається з двох страв (опускають закуски і солодке), то суп стає першою стравою обіду.

## В культурі
- Обід на хмарочосі (фотографія, 1932)
- «Обід голяка» (англ. Naked Lunch) — фільм Девіда Кроненберга (1991) за мотивами однойменної книги Вільяма Барроуза